# Olescha (Iwano-Frankiwsk)
Olescha (ukrainisch und russisch Олеша, polnisch Olesza) ist ein Dorf in der westukrainischen Oblast Iwano-Frankiwsk mit etwa 1610 Einwohnern.
Der Ort liegt 10 Kilometer südöstlich der Rajonshauptstadt Tlumatsch und 32 Kilometer östlich der Oblasthauptstadt Iwano-Frankiwsk.
Am 14. September 2016 wurde das Dorf zum Zentrum der neugegründeten Landgemeinde Olescha (Олешанська сільська громада Oleschanska silska hromada). Zu dieser zählen noch die 9 Dörfer Budsyn, Delewa (Делева), Dolyna (Долина), Luh (Луг), Mostyschtsche (Мостище), Odajiw (Одаїв), Oserjany (Озеряни), Sokoliwka (Соколівка) und Suchodil (Суходіл), bis dahin bildete es zusammen mit Sokoliwka die gleichnamige Landratsgemeinde Olescha (Олешанська сільська рада/Oleschanska silska rada).
Am 12. Juni 2020 kamen noch 5 weitere Dörfer zur Landgemeinde hinzu, gleichzeitig wurde das Dorf, welches bis dahin zum Rajon Tlumatsch zählte, ein Teil des Rajons Iwano-Frankiwsk.
Folgende Orte sind neben dem Hauptort Olescha Teil der Gemeinde:
| Name                     | Name       | Name                    | Name        |
| ukrainisch transkribiert | ukrainisch | russisch                | polnisch    |
| ------------------------ | ---------- | ----------------------- | ----------- |
| Budsyn                   | Будзин     | Будзин (Budsin)         | Budzyn      |
| Delewa                   | Делева     | Делева                  | Delawa      |
| Dolyna                   | Долина     | Долина (Dolina)         | Dolina      |
| Issakiw                  | Ісаків     | Исаков (Issakow)        | Isaków      |
| Luh                      | Луг        | Луг (Lug)               | -           |
| Mostyschtsche            | Мостище    | Мостище (Mostischtsche) | -           |
| Odajiw                   | Одаїв      | Одаев (Odajew)          | Odaje       |
| Oserjany                 | Озеряни    | Озеряны                 | Jezierzany  |
| Petriw                   | Петрів     | Петров (Petrow)         | Piotrów     |
| Pidwerbzi                | Підвербці  | Подвербцы (Podwerbzy)   | Podwerbce   |
| Schywatschiw             | Живачів    | Живачов (Schiwatschow)  | Żywaczów    |
| Sokoliwka                | Соколівка  | Соколовка (Sokolowka)   | Wesoła      |
| Sokyrtschyn              | Сокирчин   | Сокирчин (Sokirtschin)  | Siekierczyn |
| Suchodil                 | Суходіл    | Суходол (Suchodol)      | Suchodół    |

## Geschichte
Der Ort wurde im Jahre 1441 erstmals urkundlich erwähnt. Er gehörte zunächst zur Woiwodschaft Ruthenien der Adelsrepublik Polen-Litauen. Bei der Ersten Teilung Polens kam er 1772 unter seinem polnischen Namen Olesza zum neuen Königreich Galizien und Lodomerien des habsburgischen Kaiserreichs (ab 1804).
Nach dem Ende des Polnisch-Ukrainischen Kriegs 1919 kam die Gemeinde als Olesza zur Polnischen Republik (in die Woiwodschaft Stanislau, Powiat Tlumacz, Gmina Olesza).
Im Zweiten Weltkrieg gehörte der Ort zuerst zur Sowjetunion und ab 1941 zum Generalgouvernement, ab 1945 wieder zur Sowjetunion, und seit 1993 zur heutigen Ukraine.